# Triton X-100
Triton X-100 (C14H22O(C2H4O)n) là một chất hoạt động bề mặt không chứa ion có một chuỗi polyethylene oxide hydrophilic (trung bình nó có 9,5 đơn vị ethylene oxide) và một nhóm hydrocarbon thơm. Nhóm hydrocarbon là nhóm 4- (1,1,3,3-tetramethylbutyl) -phenyl. Nó có liên quan mật thiết với IGEPAL CA-630 hoặc không phải là Nonidet P-40, có thể khác với nó chủ yếu trong việc có các chuỗi ethylene oxide ngắn hơn. Vì vậy, Triton X-100 hơi hydrophilic hơn Igepal CA-630; hai chất tẩy rửa này có thể không được coi là chức năng hoán đổi cho hầu hết các ứng dụng. Triton X-100 ban đầu là nhãn hiệu đã đăng ký của Rohm & Haas Co. Sau đó nó được mua lại bởi Union Carbide và sau đó được mua lại bởi Dow Chemical Company khi mua lại Union Carbide. Ngay sau đó (năm 2009), Dow cũng mua lại Rohm & Haas Co. Các thương hiệu khác cho các hợp chất rất tương tự như Conco NI, Dowfax 9N, Igepal CO, Makon, Neutronyx 600, Nonipol NO, Plytergent B, Renex 600's, Solar NO, Sterox, Serfonic N, T-DET-N, Tergitol NP, Triton N vv
Chất tẩy rửa Triton X liên quan gần với các loại chất tẩy rửa Pluronic do BASF đưa ra thị trường. Các pluronics là các copolyme triblock của oxit ethylene và propylen oxit với các phân đoạn ethylene oxide có tính hydrophilic hơn propylene oxit.

## Tính chất vật lý
Triton X-100 chưa được pha loãng là chất lỏng nhớt trong suốt (nhưng ít bị nhớt hơn glycerol không bị pha loãng) do liên kết hydro với các bộ phận polyethylene oxit ưa nước của nó. Triton X-100 chưa được pha loãng có độ nhớt khoảng 270 centipoise ở 25oC và xuống đến khoảng 80 centipoise ở 50oC. Triton X-100 hòa tan ở 25 °C trong nước, toluen, xylene, trichloroethylene, etylen glycol, etyl ethe, rượu etylic, rượu isopropyl, ethylene dichloride, trừ khi một chất kết dính như axit oleic được sử dụng, Triton X-100 không tan trong dầu hỏa, rượu mạnh, và naptha.

## Ứng dụng
Triton X-100 là chất tẩy rửa thông dụng trong phòng thí nghiệm. Triton X-100 được sử dụng rộng rãi để dung giải các tế bào nhằm trích xuất protein hoặc các cơ quan, hoặc để permeabilization màng tế bào sống.
 Một số ứng dụng bao gồm:
- Mục đích công nghiệp (mạ kim loại)
- Thành phần trong vaccin cúm (Fluzone) [6]
- Thấm thanh trùng màng tế bào sinh vật nhân chuẩn không cố định (hoặc cố định)[7]
- Hòa tan các protein màng trong trạng thái tự nhiên kết hợp với các chất tẩy rửa lưỡng cực như CHAPS
- Một phần của chất tách ly (thường là trong một dung dịch 5% trong đệm kẽm kiềm) trong chiết xuất DNA
- Giảm căng thẳng bề mặt của dung dịch nước trong quá trình nhuộm miễn dịch (thường ở nồng độ 0,1-0,5% trong TBS hoặc PBS Buffer)
- Sự phân tán các vật liệu carbon cho vật liệu mềm
- Hạn chế sự mở rộng thuộc địa trong Aspergillus nidulans trong vi sinh học
- Tái xuất bào mô động vật
- Loại bỏ SDS từ gel SDS-PAGE trước khi làm renatin các protein trong gel

Ngoài việc sử dụng trong phòng thí nghiệm, Triton X-100 có thể được tìm thấy trong một số loại hợp chất làm sạch, từ các sản phẩm công nghiệp nặng đến các chất tẩy rửa nhẹ. Nó cũng là một thành phần phổ biến trong chất làm sạch vinyl làm bằng tay cùng với nước cất và rượu isopropyl. Nó là một chất xúc tác micellar tốt.